# 瑟于特呂
瑟于特呂是土耳其的城鎮，由薩卡里亞省負責管轄，位於該國西北部，面積141平方公里，海拔高度17米，該鎮曾經被奧托曼帝國管治，2011年人口8,306。
40°54′N 30°29′E / 40.900°N 30.483°E